# Бачкі-Петровац
Бачкі-Петровац (серб. Бачки Петровац, Bački Petrovac; словац. Báčsky Petrovec; угор. Petrőc; нім. Batschki Peterwatz) — містечко в Сербії, належить до общини Бачкі-Петровац Південно-Бацького округу в багатоетнічному, автономному краю Воєводина. Мвстечко є адміністративним центром однойменної общини словаків у Воєводині.

## Населення
Населення містчка становить 6993 особи (2002, перепис), з них:
- словаки — 5549 — 82,48%;
- серби — 573 — 8,51%;
- югослави — 169 — 2,51%;

Решту жителів  — з десяток різних етносів, зокрема: хорвати, роми, мадяри і зо два десятки русинів-українців.